# 박암 (1905년)
박암(朴巖, 1905년 10월 10일 ~ ?)은 일제강점기에 만주국 관리를 지낸 대한민국의 공무원이다.

## 생애
경상북도 고령군이 출신지이다. 본관은 무안 박씨이다. 신의주상공회의소 서기를 거쳐 평양의 사립학교인 대동공업전문학교 강사를 지냈다.
이후 만주 지역으로 이주하여 일제 강점기에는 지린성의 쉬란에서 거주했다. 만주참변 당시 조선인이 숨어있던 장소를 밀고 하여 수 백의 조선인을 죽게 만들었다. 사건 이후 여성들과 아이들을 일본군수사에 넘겼던 공로를 인정 받아 쉬란에서 일본군수사의 사무관을 지냈으며, 일본인 교민회 위원장을 맡았다. 1943년에는 친일 성격의 한국어 신문사인 만선학해사가 발행한 《반도사화와 낙토만주》에 〈만주민요〉를 기고한 일이 있다. 이 책자는 일본 제국이 만주국 건국 10주년을 기념하여 신징에서 발행한 것이다.
미군정 시기에 군정장관 보좌 기관으로 설치된 중앙물가행정처 총무국장을 맡는 등 관리로 임용된 뒤 제1공화국 공무원으로 일했다. 인천세관장, 내무부 이사관을 거쳐 한국 전쟁 중인 1951년에 외무부 차관에 올랐다. 이후 한국문화연구소 이사장과 도의실천연맹 대표를 역임했다.
2008년 민족문제연구소가 친일인명사전 편찬을 위해 발표한 친일인명사전 수록예정자 명단 중 해외 부문에 포함되었다.
2009년 친일파 명단 99인에 수록되었다.

## 참고 자료
- 박암(朴巖) - 국사편찬위원회
- 박암 -  한국행정연구원

| 전임 조정환 | 제3대 외무부 차관 1951년 7월 10일 ~ 1951년 8월 | 후임 갈홍기 |